# EDIT
EDIT (acronimo di EDizioni ITaliane) è una casa editrice croata che si occupa dell'editoria di lingua italiana della Slovenia e della Croazia.
EDIT venne fondata nel 1952 a Fiume, dove ha tuttora la sua sede. L'attuale direttore è Errol Superina.
L'EDIT ha acquisito nel 1959 La Voce del Popolo, il più importante quotidiano della minoranza italiana.